# Discodermia panoplia
Discodermia panoplia är en svampdjursart som beskrevs av William Johnson Sollas 1888. Discodermia panoplia ingår i släktet Discodermia och familjen Theonellidae. Inga underarter finns listade i Catalogue of Life.